# Dolksteekduif
De dolksteekduif (Gallicolumba luzonica) is een duif uit het geslacht Gallicolumba, die alleen voorkomt in de Filipijnen. Van de zeven soorten dolksteekduiven uit het geslacht Gallicolumba is de dolksteekduif het minst zeldzaam.
De Filipijnse naam voor de dolksteekduif is Punalada.

## Kenmerken
De dolksteekduif wordt zo'n 25,5 cm lang en is daarmee gemiddeld van grootte. Het is een plompe vogel met een korte staart. Een opvallend kenmerk van alle dolksteekduiven is de rode of oranje vlek op hun borst. Dit is dan ook de reden van hun naamgeving. De zeven soorten lijken veel op elkaar, maar zijn te onderscheiden door hun kleuren. De Gallicolumba luzonica heeft een witte borst met een dieporanje vlek en een witte onderkant waarbij het deel bij de staart enigszins bruin-oranje is. De kop is grijs doorlopend naar de rug en de vleugels (door zijn iriserend verenkleed kan onder bepaalde lichtinval het verenkleed er groen, blauw of paars uitzien), waarbij over de vleugels twee zwarte banden lopen. De uiteinden van de vleugels zijn ook zwart. De snavel is tevens zwart van kleur. De poten zijn bruin-paars van kleur.

## Ondersoorten
Er bestaan drie ondersoorten van de dolksteekduif:
- G. l. griseolateralis (Noord-Luzon)
- G. l. luzonica (Centraal- en Zuid-Luzon en Polillo)
- G. l. rubiventris (Catanduanes)

## Verspreiding en leefgebied
Deze soort komt alleen voor op de Filipijnse eilanden Catanduanes, Luzon en de Polillo-eilanden. De dolksteekduif komt voor op de grond van oerwouden en bossen en op paden en wegen in die bossen tot een hoogte van zo'n 1000m.

## Voedsel
De dolksteekduif eet zaden, bessen en larven van kevers die het bijeenscharrelt op de bosgrond.

## Voortplanting
Hun nest kan gevonden worden op zo'n 1,5 meter boven de bosgrond en net als de andere dolksteekduiven legt deze soort meestal 2 eieren per keer.